# Karin Fischer
Karin Fischer (* 7. Januar 1972 in Füssen) ist eine deutsche Curlerin.
Ihr internationales Debüt hatte Fischer bei der Curling-Weltmeisterschaft 1992, blieb aber ohne Medaille. Ein Jahr später bei der WM 1993 in Genf gewann sie die Silbermedaille und bei der WM 1994 Oberstdorf die Bronzemedaille. 
Fischer vertrat Deutschland als Ersatzspielerin bei den Olympischen Winterspielen 2002 in Salt Lake City, wo die Mannschaft auf dem fünften Platz das Turnier abschloss. 

## Erfolge
- 2. Platz Weltmeisterschaft 1993
- 3. Platz Weltmeisterschaft 1994